# Emil Rundqvist
Emil Viktor Rundqvist, född den 14 november 1905 i Stockholm, död den 12 maj 1988, var en svensk ishockeyspelare som spelade med AIK säsongen 1927–1928, Karlsbergs BK 1928–1930, samt med Hammarby IF 1930–1933. Han vann SM i ishockey med Hammarby 1932 och 1933.
Rundqvist deltog i Sveriges herrlandslag i ishockey i VM 1931 som spelades i Krynica i Polen. Han var far till konstnären Christina Rundqvist Andersson. De är begravda på Skogskyrkogården i Stockholm.